# Natalia (Texas)
Natalia è una città degli Stati Uniti d'America, situata nello Stato del Texas, nella Contea di Medina.